# 持之以恆
在心理學中，堅持（英語：Persistence，縮寫作 PS）是一種人格特質。 它是在氣質和性格量表 (英語：Temperament and Character Inventory，縮寫作TCI) 中被衡量的，被認為是其中四種氣質特徵之一。 堅持是指不顧疲勞或挫折而堅持不懈。 Cloninger 的研究發現，與其他氣質特徵一樣，持久性是高度遺傳的。 
一項將氣質和性格量表與人格五因素模型進行比較的研究發現，堅持與盡責性密切相關。 此外，堅持與自我超越（英語：Self-transcendence）的 TCI 特質呈中度正相關。 研究還發現，在替代五項模型（英語：Alternative five model of personality）中，持久性與其中的「活動性」（英語：Activity）呈正相關，在漢斯·艾森克的模型中與精神病性（英語：Psychoticism）呈負相關。